# ホロドウォ合同
ホロドウォ合同（ホロドウォごうどう）は、1413年10月2日にホロドウォで調印された一連の3つの条文である。
第1の条文は、ポーランド王ヨガイラとリトアニア大公ヴィータウタスによって書かれ、第2、第3の条文はリトアニアとポーランドのシュラフタによって書かれた。この合同により、クレヴォの合同とヴィリニュス・ラドム合同が改められた。
政治的な面では、ヴィータウタスの死後、ヨガイラまたはその相続人がリトアニア大公の称号を得ることを認める代わりに、リトアニアのシュラフタはもう1人大公を選ぶことができるので、リトアニアはより多くの自治を獲得した。しかし文化的な面においては、リトアニアとポーランドはより緊密になった。リトアニアはポーランドの城代と軍司令官の制度を取り入れた。カトリックのリトアニアのシュラフタと教会はポーランドのシュラフタ、教会と平等の権利を得た。選ばれた47のリトアニアのシュラフタはポーランドの名門シュラフタによって受け入れられ、ポーランドの紋章を与えられた。
このように、合同はリトアニア文化のポーランド化とリトアニアのシュラフタの地位の向上の始まりを意味する。それは、現代化とリトアニアのヨーロッパ化に対する大きなステップのうちの1つであった。